# Kojima KE007
Kojima KE007 – samochód Formuły 1, skonstruowany przez Kojimę i uczestniczący w Grand Prix Japonii 1976.

## Historia
Model KE007 był pierwszym samochodem Formuły 1 konstrukcji Kojimy. Został on zaprojektowany przez Masao Ono, który przybył do zespołu z Maki Engineering. Samochód został zbudowany wyłącznie przez Japończyków jako odpowiedź na opinię Europejczyków, że Japonia nie jest w stanie konkurować w Formule 1.
Pojazd został zaprojektowany wokół aluminiowego monokoku i był napędzany przez silnik Cosworth DFV. Napęd przekazywany był za pośrednictwem pięciobiegowej przekładni Hewland. Ogumienie pochodziło od japońskiego oddziału firmy Dunlop. Do budowy użyto bardzo trudno dostępnych nakrętek i śrub z tytanu. Do testowania specjalnie wyprodukowanych amortyzatorów Kayaba użyto systemu telemetrii. W modelu KE007 jako pierwszym w historii Formuły 1 zastosowano włókno węglowe.
Model został ukończony 18 lipca 1976 roku, zaś w sierpniu zakończono jego modyfikacje.
Samochód został wystawiony do Grand Prix Japonii 1976 na torze Fuji Speedway, a jego kierowcą był Masahiro Hasemi. W pierwszej sesji kwalifikacyjnej Hasemi uzyskał czwarty czas. W odbywającej się tego samego dnia drugiej sesji Hasemi na ostatnim zakręcie toru stracił kontrolę nad pojazdem i wypadł z toru. Samochód został jednak odbudowany w nocy, co Colin Chapman określił jako „cud”. Wyścig odbywał się w bardzo trudnych warunkach. Hasemi, który w kwalifikacjach zajął 10 miejsce, wystartował słabo, w efekcie czego spędził wiele czasu na walce ze słabszymi kierowcami. Ostatecznie Hasemi ukończył wyścig na ostatnim, 11 miejscu, ale ustanowił najszybsze okrążenie.
Kojima powróciła do Formuły 1 w sezonie 1977, wystawiając model KE009 w Grand Prix Japonii.

## Wyniki w Formule 1
| Legenda oznaczeń w tabelach wyników Wyświetl szablon na nowej stronie | Legenda oznaczeń w tabelach wyników Wyświetl szablon na nowej stronie                                                                     |
| Oznaczenie                                                            | Wyjaśnienie |
| --------------------------------------------------------------------- | --- |
| Złoty                                                                 | Zwycięzca lub mistrzostwo |
| Srebrny                                                               | 2. miejsce lub wicemistrzostwo |
| Brązowy                                                               | 3. miejsce lub II wicemistrzostwo |
| Zielony                                                               | Ukończył, punktował (w klasyfikacji generalnej, gdy zdobył co najmniej jeden punkt na przestrzeni sezonu, poza trzema powyższymi opcjami) |
| Niebieski                                                             | Ukończył, nie punktował (w klasyfikacji generalnej, gdy nie zdobył co najmniej jednego punktu na przestrzeni sezonu)                      |
| Czerwony                                                              | Nie zakwalifikował się (NZ) |
| Czerwony                                                              | Nie prekwalifikował się (NPK) |
| Różowy                                                                | Nie ukończył (NU) |
| Różowy                                                                | Niesklasyfikowany (NS) (w klasyfikacji generalnej, gdy nie został sklasyfikowany w żadnym wyścigu sezonu)                                 |
| Czarny                                                                | Zdyskwalifikowany (DK) |
| Czarny                                                                | Wykluczony (WYK/EX) |
| Biały                                                                 | Nie wystartował (NW) |
| Biały                                                                 | Kontuzjowany (K/INJ) |
| Biały                                                                 | Wyścig odwołany (OD/C) |
| Bez koloru                                                            | Został wycofany (WYC/WD) |
| Bez koloru                                                            | Nie przybył (NP/DNA) |
| Bez koloru                                                            | Nie brał udziału w treningach (NT/DNP) |
| Bez koloru                                                            | Nie został zgłoszony (–) |
| Pogrubienie                                                           | Start z pole position |
| Kursywa                                                               | Najszybsze okrążenie wyścigu |
| †                                                                     | Nie ukończył, ale jego rezultat został zaliczony ze względu na przejechanie więcej niż 90% dystansu wyścigu.                              |
| *                                                                     | Sezon w trakcie |
| 1/2/3                                                                 | Punktowana pozycja w sprincie kwalifikacyjnym                                                                                             |
| Lista systemów punktacji Formuły 1                                    | |

| Sezon | Zespół             | Silnik | Kierowcy        | Wyniki w poszczególnych eliminacjach | Wyniki w poszczególnych eliminacjach | Wyniki w poszczególnych eliminacjach | Wyniki w poszczególnych eliminacjach | Wyniki w poszczególnych eliminacjach | Wyniki w poszczególnych eliminacjach | Wyniki w poszczególnych eliminacjach | Wyniki w poszczególnych eliminacjach | Wyniki w poszczególnych eliminacjach | Wyniki w poszczególnych eliminacjach | Wyniki w poszczególnych eliminacjach | Wyniki w poszczególnych eliminacjach | Wyniki w poszczególnych eliminacjach | Wyniki w poszczególnych eliminacjach | Wyniki w poszczególnych eliminacjach | Wyniki w poszczególnych eliminacjach | Wyniki kierowców | Wyniki kierowców | Wyniki konstruktora | Wyniki konstruktora |
| 1976  |                    |        |                 | Brazylia                             |                                      | Stany Zjednoczone                    |                                      | Belgia                               | Monako                               | Szwecja                              | Francja                              | Wielka Brytania                      | Niemcy                               | Austria                              | Holandia                             | Włochy                               | Kanada                               | Stany Zjednoczone                    | Japonia                              | Pkt.             | Msc.             | Pkt.                | Msc.                |
| ----- | ------------------ | ------ | --------------- | ------------------------------------ | ------------------------------------ | ------------------------------------ | ------------------------------------ | ------------------------------------ | ------------------------------------ | ------------------------------------ | ------------------------------------ | ------------------------------------ | ------------------------------------ | ------------------------------------ | ------------------------------------ | ------------------------------------ | ------------------------------------ | ------------------------------------ | ------------------------------------ | ---------------- | ---------------- | ------------------- | ------------------- |
| 1976  | Kojima Engineering | Ford   | Masahiro Hasemi | -                                    | -                                    | -                                    | -                                    | -                                    | -                                    | -                                    | -                                    | -                                    | -                                    | -                                    | -                                    | -                                    | -                                    | -                                    | 11                                   | 0                | 33               | 0                   | 18                  |